# L'arte di arrangiarsi (album)
L'arte di arrangiarsi  è un album della cantante Spagna pubblicato nel 2004 per l'etichetta B&G. Contiene nuove versioni dei suoi successi.

## Tracce
1. Sound of silence
2. Dopotutto ti amo
3. Dove nasce il sole
4. Gente como tu
5. Ti amo
6. Easy lady (Reggae version)
7. Rock your baby
8. Call me
9. Al di là (del cielo blu)
10. Davanti agli occhi miei
11. Come il cielo

## Classifiche
| Classifica (2004) | Posizione massima |
| ----------------- | ----------------- |
| Italia            | 60                |